# Can Trường
Can Trường (1930 – 1977) là một diễn viên kịch nói kì cựu của sân khấu Việt Nam. Ông được truy tặng danh hiệu Nghệ sĩ nhân dân đợt đầu tiên.

## Cuộc đời
Ông tên thật là Phạm Hữu Lộc, sinh năm 1930 tại Chợ Mới, An Giang. Ông là người con thứ bảy trong một gia đình đại địa chủ (miền Nam gọi là Đại điền chủ), từ nhỏ đã nhập quốc tịch Pháp và còn được gọi là cậu Bảy Michel. Cha ông là một đại địa chủ rất giàu có ở An Giang, nên ngay từ nhỏ ông có cuộc sống sung túc. Cách mạng tháng 8 thành công, gia đình đi theo cách mạng. Theo lời cha, ông thoát ly gia đình, ban đầu ông được phân công làm công tác tình báo, được Pháp chọn làm thông ngôn nên ông cung cấp các thông tin cho Cách mạng, phát hiện tin tức bị lộ, Pháp điều tra nên ông được rút ra vùng căn cứ Cách mạng. Sau đó ông cử làm Quản đốc xưởng in giấy bạc Nam Bộ, phụ trách việc in tiền, rồi phát hiện ra năng khiếu nghệ thuật của mình, ông tham gia Đoàn văn công giải phóng khi mới 19 tuổi. Sau khi hiệp định Geneve được kí kết, ông tập kết ra Bắc, tham gia Đoàn cải lương Nam Bộ, Đoàn kịch nói Nam Bộ, rồi Nhà hát Kịch Việt Nam. Ông từng được đi tu nghiệp tại Liên Xô và Trung Quốc. Ông đã hoạt động nghệ thuật gần 30 năm, với gần 100 vai diễn, và là một trong những diễn viên chủ chốt của Nhà hát. Sau năm 1975, ông trở vào Nam tiếp tục tham gia các vai diễn. Ông lâm bệnh nặng và qua đời 2 năm sau đó, khi mới chỉ 47 tuổi.

## Sự nghiệp
Trong gần 30 năm sân khấu, nghệ sĩ Can Trường thành công với nhiều vai diễn, để lại nhiều ấn tượng với công chúng như Trương Định trong Trương Định, Tám Khoẻ trong Người ven đô (Minh Khoa), Bùi Kiệm trong Lục Vân Tiên, quân hầu trong Phụng Nghi Đình, Triệu Đại Đại trong Đứng gác dưới ánh đèn neon, cậu George trong Hòn đảo thần Vệ nữ, Hoàng Thế Nhân trong Bạch Mao Nữ,... Đặc biệt, ông là người đầu tiên thể hiện hình tượng Vladimir Ilyich Lenin trên sân khấu Việt Nam, với vai Lenin trong Chuông đồng hồ điện Kremlin. Ông đã được Nhà nước Liên Xô trao tặng Huân chương Lenin vì thành công xuất sắc của ông trong vai diễn này. Mặc dù có tài diễn xuất, nhưng ông lại có tật nói lắp. Để khắc phục điều này, ông luôn tập vở rất kĩ và nhấn nhá trước khi nói lắp, điều này giúp ông có được những thành công về đài từ trên sân khấu. Nguyện vọng cuối đời của ông là được kết nạp vào Đảng Cộng sản Việt Nam, tuy nhiên đến khi mất điều này vẫn chưa thực hiện được.
Năm 1984, ông được truy tặng danh hiệu Nghệ sĩ nhân dân đợt 1. Ngày 3 tháng 10 năm 2004, chương trình Những cánh chim không mỏi mang tên Một ánh sao tháng Mười đã được tổ chức và phát sóng trên kênh HTV9. Trong chương trình này, những trích đoạn vai diễn gắn bó với ông đã được thể hiện lại, trong đó có nghệ sĩ Trường Long, con trai ông, với vai diễn Lenin trong Chuông đồng hồ điện Kremlin. Tên được đặt tên cho con đường tại huyện Củ Chi.